# Eriocaulon parkeri
Eriocaulon parkeri är en gräsväxtart som beskrevs av Benjamin Lincoln Robinson. Eriocaulon parkeri ingår i släktet Eriocaulon och familjen Eriocaulaceae. Inga underarter finns listade i Catalogue of Life.